# Langona aperta
Langona aperta là một loài nhện trong họ Salticidae.
Loài này thuộc chi Langona. Langona aperta được J. Denis miêu tả năm 1958.